# Avia BH-23
Avia BH-23 byl prototyp nočního stíhacího letounu vzniklý roku 1925 v Československu. Jeho konstrukce byla odvozená ze stíhačky Avia BH-21, respektive její odlehčené akrobatické cvičné verze BH-22 a původně nesl označení BH-22N.
Od BH-22 se typ odlišoval instalací výzbroje v podobě dvou synchronizovaných kulometů Vickers a vybavení pro noční lety, které zahrnovalo poziční světla, osvětlení palubní desky, závěsníky pro osvětlovací pumy a účinnější tlumiče výfukových plamenů.
Československé letectvo odebralo dva vyrobené prototypy, které pod označením B-23 užívalo k výcviku nočního stíhaní, ale sériovou výrobu neobjednalo.

## Specifikace
Údaje podle

### Technické údaje
- Osádka: 1 (pilot)
- Rozpětí: 8,90 m
- Nosná plocha: 21,96 m²
- Délka: 6,87 m
- Prázdná hmotnost: 705 kg
- Vzletová hmotnost: 879 kg
- Pohonná jednotka: 1 × osmiválcový vidlicový motor Škoda-Hispano-Suiza 8Aa
- Výkon pohonné jednotky: 132 kW (180 k)

### Výkony
- Maximální rychlost: 210 km/h
- Cestovní rychlost: 190 km/h
- Dostup: 5 000 m
- Stoupavost: výstup do 5 000 m za 24 minut
- Dolet: 430 km

### Výzbroj
- 2 × synchronizovaný kulomet Vickers ráže 7,7 mm